# Історичні європейські танці
Історичні або старовинні європейські танці — танці, що стали популярними в XVII—XIX століттях, і вийшли за межі національних танців (стали міжнародними). Їх широко використовували на європейських балах.
До історичних європейських танців належать:
- Менует — французький танець, що складався з поклонів і присідань. Став популярним у XVII — XVIII ст. Для нього характерний тридольний розмір і помірний такт. Відомий приклад — «Менует» Л. Боккеріні.
- Гавот — французький танець, повільний, чотиридольний. Розповсюдився у XVIII столітті.
- Вальс — отримав розповсюдження у XIX столітті. Його попередником був лендлер — австрійський, німецький і чеський сільський танок. Танець тридольний, з акцентом на першу долю. Королями вальсу називають Йоганів Штрусів — батька і сина.
- Полонез (букв. «польський») — урочистий тридольний танець в помірному темпі. Спочатку був танком-ходою лицарів. Пізніше ним відкривалися бали. Розмір 3/4.
- Полька — чеський танець. Був розповсюджений у XVIII столітті. Легкий, рухливий; для нього характерні стрибки. Метр дводольний, швидкий темп.
- Мазурка — польський танець, назва якого походить від назви польської області Мазовії. Швидкий тридольний танок з характерним пунктирним дробленням першої долі та акцентом на третій долі.
- Краков'як — швидкий польський танець. Розмір 2/4.
- Тарантела — італійський танець, має швидкий темп; розмір 2/4.
- Сициліана — італійський танець. Розмір 6/8.